# San Miguel Acatán
San Miguel Acatán est une ville du Guatemala dans le département de Huehuetenango.